# Emilio Stucky
Emilio Stucky (Campo Quijano, Salta, 24 de abril de 1994) es un baloncestista argentino que juega en la posición de ala-pívot para Racing Club Chivilcoy de La Liga Argentina. Fue reconocido como el MVP de la Conferencia Sur de La Liga Argentina durante la temporada 2022-23.

## Trayectoria

### Clubes
| Club                           | País      | Año             |
| ------------------------------ | --------- | --------------- |
| Sargento Cabral                | Argentina | 2010 - 2011     |
| Independiente de Salta         | Argentina | 2011 - 2012     |
| UNCAus                         | Argentina | 2012 - 2014     |
| Central San Javier             | Argentina | 2015            |
| UNCAus                         | Argentina | 2015 - 2016     |
| Echagüe                        | Argentina | 2016 - 2017     |
| Salta Basket                   | Argentina | 2017 - 2019     |
| Sportivo Quijano               | Argentina | 2019            |
| Salta Basket                   | Argentina | 2019 - 2020     |
| Sportivo América               | Argentina | 2021            |
| Calero                         | Bolivia   | 2021            |
| San Isidro                     | Argentina | 2021 - 2022     |
| Leones Potosí                  | Bolivia   | 2022            |
| Racing de Chivilcoy            | Argentina | 2022 - 2023     |
| Orange                         | Ecuador   | 2023            |
| Gimnasia de Comodoro Rivadavia | Argentina | 2023            |
| Racing de Chivilcoy            | Argentina | 2024 - Presente |